# Лебединець Антон Дмитрович
Антон Дмитрович Лебедине́ць (справжнє прізвище — Бас-Лебединець; нар. 7 січня 1895, Скибинці — пом. 17 березня 1979, Харків) — український радянський композитор, хоровий диригент і педагог; член Спілки композиторів України та правління її Харківського відділення з 1948 року.

## Біографія
Народився 26 грудня 1984 [7 січня 1895] року в селі Скибинцях (нині Білоцерківський район Київської області, Україна). 1921 року закінчив Київський музично-драматичний інститут, у 1924 році — Вищі трирічні педагогічні курси у Ржищеві.
Упродовж 1924—1932 років працював викладачем Черкаського педагогічного інституту. У 1932 році по класу хорового диригування екстерном закінчив Харківський музично-драматичний інститут. Під керівництвом Семена Богатирьова навчався в аспірантурі при ньому.
З 1933 року у Харкові очолював червоноармійський ансамбль Харківського військового округу, викладав у вечірній музичній школі, технікумі, був диригентом самодіяльних хорів. В роки німецько-радянської війни перебував в евакуації в Узбецькій РСР.
З 1944 року — у Харківській консерваторії: у 1946—1947 роках — декан кафедри хорового диригування, з 1950 року — завідувач кафедрою теорії музики й композиції, у 1951—1962 роках — ректор; з 1965 року — виконувач обов'язків професора кафедри хорового диригування. Член ВКП(б) з 1952 року.
Помер в Харкові 17 березня 1979 року. Похований у Харкові на Міському кладовищі № 2.

## Творчість
Автор пісень і хорів на слова українських поетів Володимира Сосюри, Павла Тичини, Івана Неходи: «Тракторист», «Червонарми», «Дніпрельстан», «О партія рідна!», «Партія веде», «Слався, наш великий Ленін», «Наша слава».
У 1949 році очолював групу композиторів, що створили музику до Державного гімну УРСР.

## Відзнаки
- Заслужений діяч мистецтв Узбецької РСР з 1943 року;
- Заслужений діяч мистецтв УРСР з 1949 року;
- Два ордена Трудового Червоного Прапора.